# Bergstein (Weinbiet)
Der Bergstein (auch Neustädter Bergstein) ist eine als Naturdenkmal ausgewiesene Sandstein-Felsformation, die sich im Pfälzerwald am Südwesthang der Weinbiet auf der Gemarkung von Neustadt an der Weinstraße befindet. Er trägt die Nummer ND-7316-002.

## Lage und Beschreibung
Der Bergstein ist eine Felspartie, die sich über eine Länge von etwa 100 Metern am Südwesthang des Weinbietausläufers Wolfsberg in einer von 395 m Höhe ausdehnt. Am Felsen sind einige gesicherte Aussichtspunkte ausgebaut, wobei auch ein entsprechender Freischnitt der Vegetation eine Aussicht gewährleistet. Der Ausblick geht über das Speyerbachtal mit dem Stadtteil Neustadt-Schöntal zu den Nordhängen des Nollenkopfes und des Nollensattel mit dem Afrikaviertel und dem Königsberg. Weiter entfernt sind die Hohe Loog und das Hambacher Schloß sichtbar. Etwa einen Kilometer westlich befindet sich die ebenfalls als Naturdenkmal ausgewiesende Felsformation Hohfels (ND-7316-001).

## Zugang und Wandern
Die Felsformation kann nur zu Fuß über Wanderwege erreicht werden. Der Pfälzer Weinsteig führt in der Etappe von Deidesheim nach Neustadt an der Weinstraße über den Felsen. Der Wanderweg des Pfälzerwald-Vereins Roter Punkt verläuft ebenfalls am Felsen. Der kürzeste Zugang kann vom Neustädter Stadtteil Schöntal oder dem Meisental erfolgen. Ein weiterer Aufstieg zum Weinbietgipfel mit der PWV-Hütte Weinbiethaus dauert etwa 45 Minuten.